# Садиков, Владимир Сергеевич
Владимир Сергеевич Садиков (1871—1942) — русский учёный, биохимик. Доктор химических наук, профессор ЛГУ.

## Биография
Владимир Садиков родился в 1871 году в Санкт-Петербурге. В 1897 году окончил физико-математический факультет Санкт-Петербургского университета. Затем несколько лет работал в Берлине. С 1904 по 1917 год был сотрудником Центральной химической лаборатории Министерства финансов. На курорте Кемери с 1908 по 1914 год занимался научным обоснованием водолечения. После начала Первой мировой войны принимал участие в разработках профессора Н. Д. Зелинского по использованию активированного угля в противогазе широкого спектра действия, показавшем высокую эффективность в боевых условиях (1915). В 1917 году Садиков получил звание доцента Московского университета.
В 1921 году стал работать в Петроградском университете. После возвращения В. И. Вернадского в Петроград, В. С. Садиков под его руководством начинает заниматься созданием методики изучения химического состава живого вещества. Был научным сотрудником Минералогического музея Академии наук СССР при Государственном Радиевом институте. С 1926 года работал в Отделе живого вещества КЕПС. В 1928—1934 был сотрудником Биогеохимической лаборатории (БИОГЕЛ). В Ленинградском государственном университет он получил профессорскую должность, и в 1924 году организовал на биологическом отделении физико-математического факультета лабораторию химии белка. Читал курс химии белков. Совместно с Н. Д. Зелинским предложил метод неполного кислотного гидролиза белков, на основании которого были получены новые данные о строении белков. В 1935 году стал заведующим лабораторией биоорганической химии в Институте витаминов. В 1938 году стал работать в Физиологическом институте им. И. П. Павлова. После начала Великой Отечественной войны Садиков оказался в блокадном Ленинграде, пережив первую голодную зиму 1941/1942. В 1942 году его эвакуировали в Казань, где он вскоре и умер.

## Избранные публикации
1. Садиков В. С. К методике химического анализа животных организмов" // Известия Академии наук СССР. VI серия, 20:9 (1926), 649—654
2. Садиков В. С. Курс биологической химии / Под ред. акад. Н. Д. Зелинского. — Ленинград : Кубуч, 1935 (тип. им. Лоханкова)
3. Садиков В. С. Белковый практикум: Методика и техника лабораторных работ в области белковых веществ. — Ленинград : Ленингр. гос. ун-т, 1938 (Типография им. Ив. Федорова)